# Giants (álbum de Evan Craft)
Giants es el segundo álbum de estudio del estadounidense Evan Craft. Fue lanzado el 26 de marzo de 2012 por DREAM Records.

## Antecedentes
"Es un momento emocionante en mi vida poder trabajar con personas tan maravillosas y talentosas, pero hay una alegría insuperable de estar en el bolsillo donde Dios me tiene en este momento. Este CD es el viaje de probar la gracia de Dios hasta caer de rodillas por el peso de no merecer la gracia en absoluto. Toda esta aventura se resume en melodías inspiradas para animar los corazones de las personas con mis propias experiencias. Si alguien puede escuchar "Broken Heart" y ser consolado o incendiado por "Reclaimed" para luchar contra la injusticia humana, entonces ha hecho su trabajo. ¡Sintoniza tu corazón con los ritmos de este álbum y disfruta de mi mejor trabajo hasta ahora!".

 – Evan Craft, New Release Today

## Recepción crítica
Ewan Jones, asignando al álbum una revisión de ocho sobre diez en Cross Rhythms, escribió: "Giants es en realidad un álbum pop bastante bueno. Estoy realmente bastante impresionado con este álbum: las canciones están bien escritas y producidas con imaginación, funciona como un todo coherente, pero muestra una variedad de estilos (incluso hay una balada en español en 'No Hay Nadie' para cerrar el set), y definitivamente establece a Craft como alguien a seguir".
Jonathan Andre de Indie Vision Music dijo: "En general: Giants de Evan Craft es un debut único y diferente de un artista que ciertamente ha dejado su propia buena huella en la industria musical. Desde baladas altísimas y melodías significativas hasta canciones que necesitan atención focal; este es un disco que es capaz de mantenerse firme en una fecha de lanzamiento que alberga otros lanzamientos como Dubbed & Freq'd de TobyMac, Clear the Stage de Jimmy Needham y Gold de Britt Nicole . ¡Con muchos géneros colisionando a la vez en este viaje musical de 11 pistas, los fanáticos de la música CCM en general deberían echar un vistazo al lanzamiento debut de Evan!

## Listado de canciones
| Giants |                                                           |          |  |
| N.º    | Título                                                    | Duración |  |
| 1.     | «The Sky Is Falling»                                      | 4:29     |  |
| 2.     | «Fight or Flee»                                           | 0:50     |  |
| 3.     | «Giants»                                                  | 3:30     |  |
| 4.     | «Get Up»                                                  | 3:35     |  |
| 5.     | «Broken Heart» (featuring Qis Walker and Lauren Thurston) | 3:43     |  |
| 6.     | «Reclaim»                                                 | 3:42     |  |
| 7.     | «Human» (featuring Jonathan Thulin)                       | 4:25     |  |
| 8.     | «Lay Me Down»                                             | 4:15     |  |
| 9.     | «Fighting Clarity»                                        | 3:42     |  |
| 10.    | «Clarity»                                                 | 3:29     |  |
| 11.    | «No Hay Nadie»                                            | 5:45     |  |
| 12.    | «Broken Heart» (Radio Version)                            | 3:21     |  |